# Lea (Lancashire)
Lea is een civil parish in het bestuurlijke gebied Preston, in het Engelse graafschap Lancashire met 6157 inwoners.